# تاکتو شیوکاوا
تاکتو شیوکاوا (انگلیسی: Taketo Shiokawa؛ زادهٔ ۱۷ دسامبر ۱۹۷۷) بازیکن فوتبال اهل ژاپن است.
از باشگاه‌هایی که در آن بازی کرده‌است می‌توان به باشگاه فوتبال کاوازاکی فرونتال و باشگاه فوتبال یوکوهاما مارینوس اشاره کرد.